# Список дипломатических миссий Восточного Тимора

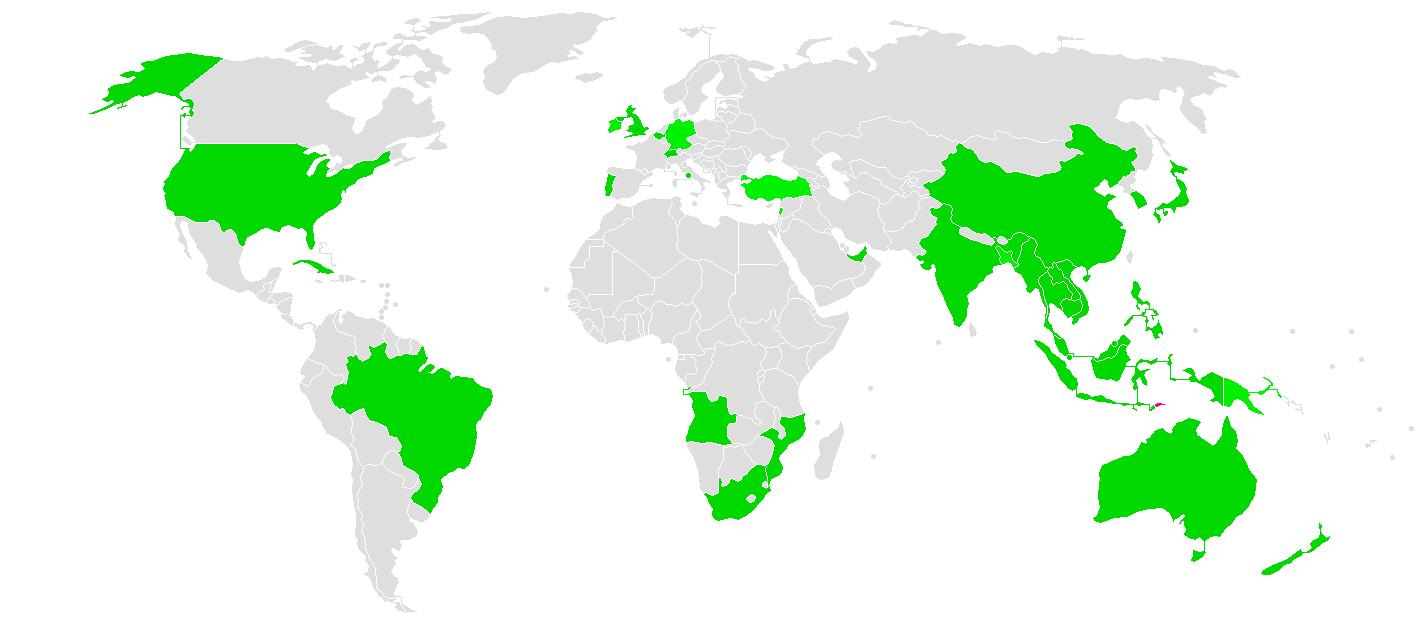

Восточный Тимор является одним из самых молодых государств в мире и одновременно одной из беднейших стран Азии. Дипломатические представительства этого государства существуют лишь в весьма ограниченном количестве.
В этой статье представлен список дипломатических миссий Восточного Тимора.

## Европа

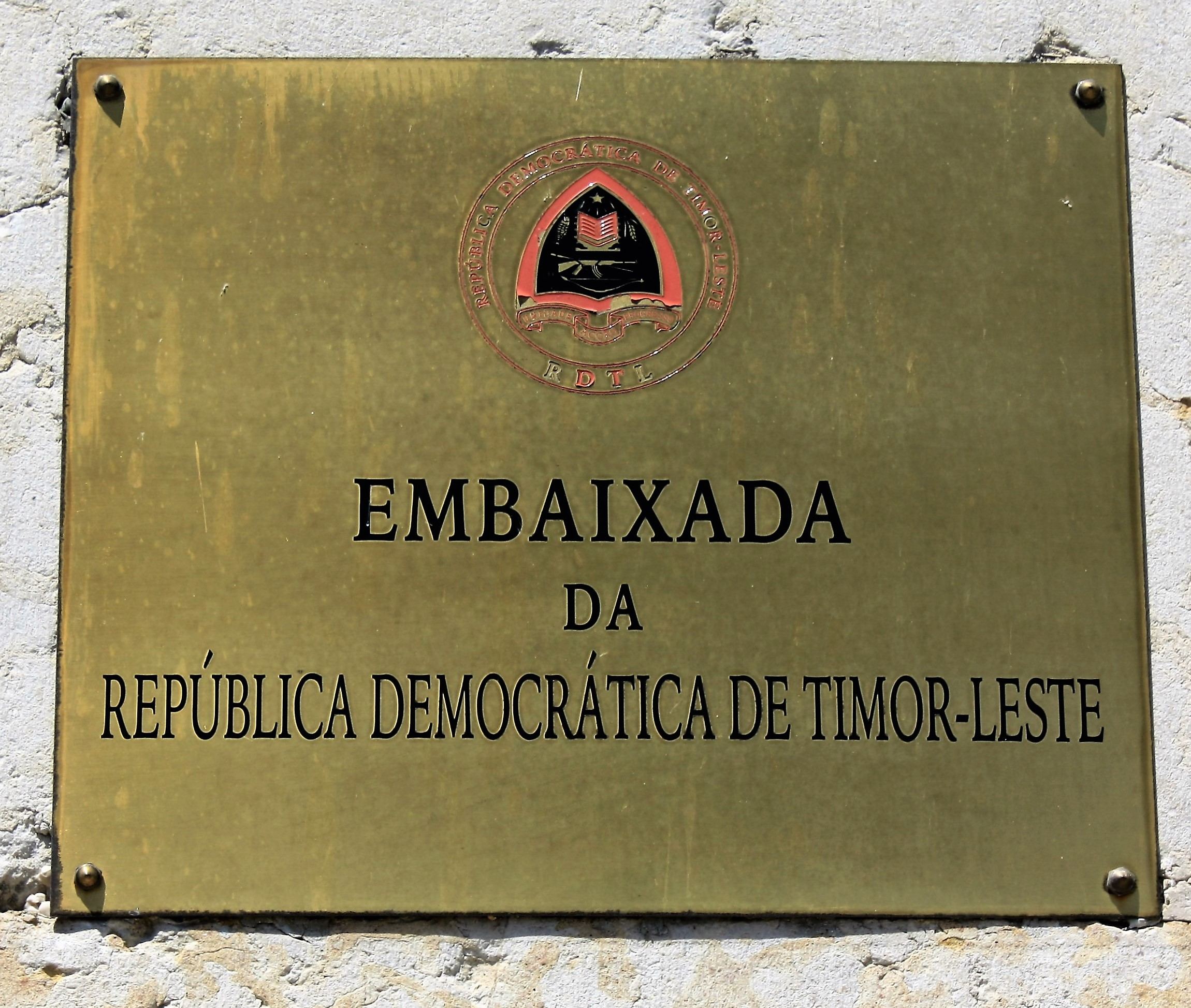

- Бельгия, Брюссель (посольство)
- Ватикан (посольство)
- Португалия, Лиссабон (посольство)

## Северная Америка
- Куба, Гавана (посольство)
- США, Вашингтон (посольство)

## Южная Америка
- Бразилия, Бразилиа (посольство)

## Азия
- Китай, Пекин (посольство)
- Индонезия, Джакарта (посольство)
  - Денпасар (генеральное консульство)
  - Купанг (консульство)
- Япония, Токио (посольство)
- Южная Корея, Сеул (посольство)
- Малайзия, Куала-Лумпур (посольство)
- Филиппины, Манила (посольство)
- Таиланд, Бангкок (посольство)

## Африка
- Мозамбик, Мапуту (посольство)

## Океания
- Австралия, Канберра (посольство)
  - Сидней (генеральное консульство)

## Международные организации
- - Брюссель (миссия при ЕС)
  - Нью-Йорк (миссия при ООН)
  - Женева (миссия при ООН)